# Arcs de pas (Camarasa)
Els Arcs de pas és una obra de Camarasa (Noguera) inclosa a l'Inventari del Patrimoni Arquitectònic de Catalunya.

## Descripció
Els arcs de pas de Camarasa es troben en el nucli medieval, concretament en la confluència del carrer de Sant Miquel (que transcorre des de la plaça Major fins a l'antiga església romànica dedicada a aquest sant; v. núm. 22153) amb el carrer de les Voltes i el petit carrer anomenat Carreró. Se'n troba un altre al carrer del Pont i un altre al carrer de Santa Maria.
Consisteix en una solució urbanística que, mitjançant arcs, aconsegueix construir un espai habitable sobre alguns trams de carrer. Es creu que podria ser la pervivència de l'antiga trama d'origen andalusí que hauria quedat fossilitzada en la construcció d'habitatges nous al llarg dels segles.
L'arc de pas del carrer de Sant Miquel consisteix en una volta plana de gairebé 13 m de longitud i uns 4 m d'amplada. Actualment s'hi sobreposa un edifici modern. A la banda oest d'aquest pas s'obre un arc rebaixat de maó disposat a plec de llibre que dona pas al carrer de les Voltes amb una volta plana de 5 m de longitud en la que encara hi resta algun element horitzontal de fusta. A la banda est del carrer de Sant Miquel s'obre un arc de llinda que dona pas a la volta plana, amb embigat de fusta, de petit carrer Carreró. De 5 m de longitud, a la banda oposada el pas acaba en una volta rebaixada o d'arc rebaixat de només 1,70 m sobre el terra.
Al carrer del Pont amb la confluència del carrer de Sant Francesc, a l'oest de la Casa de la Vila, es troba una altra volta plana amb embigat de fusta i a l'altura de la meitat del primer pis. Finalment, el darrer pas sota habitatge, també de volta plana, es troba al carrer de Santa Maria entre les confluències amb el carrer del Forn i el carrer de Sant Pere.